# 屈赛 (奥恩省)
屈赛（法語：Cuissai，法語發音：[kɥisɛ] ⓘ）是法国奥恩省的一个市镇，属于阿朗松区。

## 地理
屈赛（48°28'14"N, 0°0'58"E）面积8.78 平方千米，位于法国诺曼底大区奧恩省，该省份为法国西北部内陆省份，北起顺时针与卡爾瓦多斯省、厄尔省、厄尔-卢瓦省、萨尔特省、马耶讷省和芒什省接壤。
与屈赛接壤的市镇（或旧市镇、城区）包括：科隆比耶、隆赖、帕塞、萨尔通河畔圣但尼、圣尼古拉德布瓦、洛雷代库沃。
屈赛的时区为UTC+01:00、UTC+02:00（夏令时）。

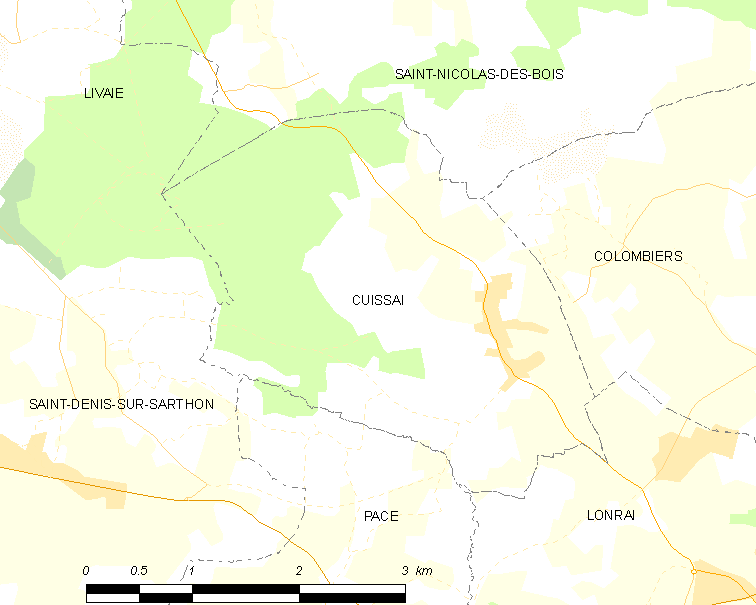
屈赛的OSM定位图

## 行政
屈赛的邮政编码为61250，INSEE市镇编码为61141。

## 政治
屈赛所属的省级选区为达米尼县。

## 人口

1962-2008年间屈赛人口变化图示

屈赛于2022年1月1日时的人口数量为436人。